# Susan Athey
Susan Athey (29 listopada 1970) – amerykańska ekonomistka, profesor ekonomii Uniwersytetu Stanforda, wieloletnia konsultantka Microsoft Research, pracowniczka naukowa NBER i laureatka John Bates Clark Medal w 2007. Zajmuje się teoretyczną i empiryczną mikroekonomią, przede wszystkim stosowaną teorią aukcji, oraz ekonometrią.

## Życiorys

### Wczesne życie i wykształcenie
Urodziła się w Bostonie, a dorastała w Rockville w Marylandzie. Jej ojciec jest fizykiem, a matka nauczycielką angielskiego.
Rozpoczęła studia na Uniwersytecie Duke’a w wieku 16 lat, wybierając specjalności w ekonomii, matematyce i informatyce. W czasie stażu wakacyjnego była asystentką w zespole przygotowującym zgłoszenia do przetargów rządowych, co wpisało się w jej wieloletnie zainteresowanie teorią aukcji. Zaobserwowała wtedy, że wyniki przetargów budziły często gorzkie i wkraczające na drogę sądową konflikty i że pomysłowe rozwiązania ekonomiczne mogą temu przeciwdziałać. Kontynuowała naukę na Uniwersytecie Stanforda (Ph.D. 1995), gdzie napisała doktorat pod kierunkiem Paula Milgroma i Donalda Johna Robertsa. 
W 2002 poślubiła holenderskiego ekonomistę Guido Imbensa; ma z nim trójkę dzieci.

### Praca i dalsze życie
Jej dysertacja dyplomowa przyciągnęła dużą uwagę środowiska akademickiego. Od ukończenia studiów otrzymuje liczne oferty pracy, którą podjęła w Instytucie Technicznym Massachusetts oraz na uniwersytetach Yale, Stanforda i Harvarda, przeprowadzając się okazjonalnie wraz z rozwojem kariery jej i Imbensa, zdobywając pełną profesurę w 2004, i wracając w 2012 do Stanfordu, gdzie ona i jej mąż pracują do dziś. Jest również związana z NBER i Microsoft Research.
Tworzy modele teoretyczne i realizuje badania empiryczne takich aspektów aukcji jak koluzje i optymalne reguły przetargów. Modeluje aukcje przy pomocy funkcji uwikłanych. Posługuje się też i zajmuje teorią decyzji i teorią gier, opisując optymalne reguły decyzyjne i istnienie oraz charakter równowag Nasha w różnorodnych grach i aukcjach. Analizowała też ekonometryczne strategie identyfikacji w badaniach aukcji i innych zagadnień ekonomicznych. Jej prace miały wpływ na sposób organizacji przetargów w sferze publicznej i prywatnej.
Służyła jako redaktorka ważnych czasopism, w tym American Economic Review i Econometrica. Uhonorowano ją wieloma stypendiami i nagrodami; nosi tytuł Fellow Econometric Society oraz Amerykańskiej Akademii Sztuk i Nauk, i jest członkinią National Academy of Sciences. Była pierwszą kobietą nagrodzoną John Bates Clark Medal.